# Safae Maskani

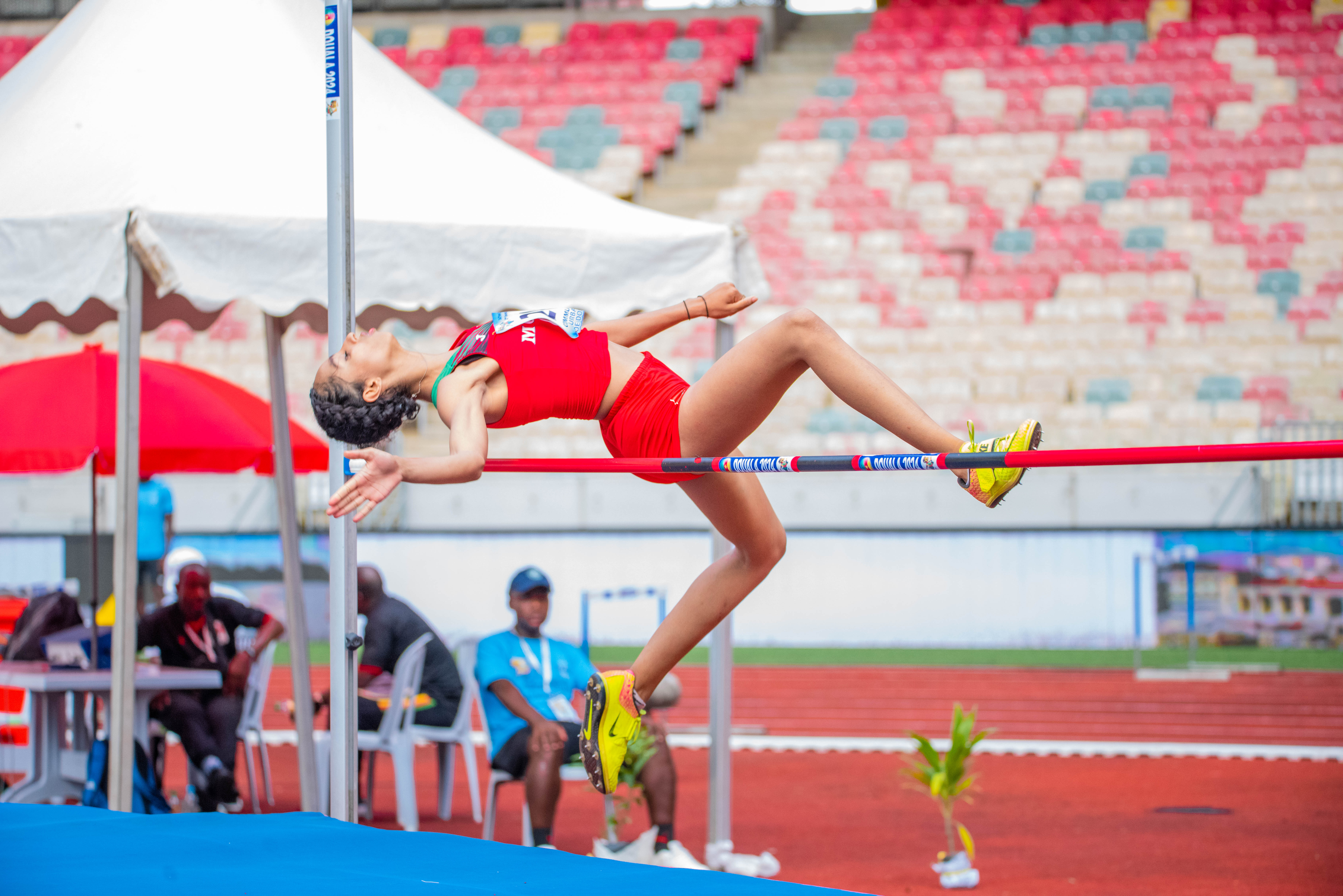
Die Hochspringerin Safae Maskani bei den Afrikanischen Leichtathletikmeisterschaften 2024

Safae Maskani ist eine marokkanische Leichtathletin, die sich auf den Hochsprung spezialisiert hat.

## Sportliche Laufbahn
Erste internationale Erfahrungen sammelte Safae Maskani im Jahr 2023, als sie bei den Arabischen Meisterschaften in Marrakesch mit 3618 Punkten die Bronzemedaille im Siebenkampf hinter der Tunesierin Nada Chroudi und ihrer Landsfrau Dounia Bamous gewann. Im Jahr darauf belegte sie bei den Afrikameisterschaften in Douala mit 1,75 m den siebten Platz im Hochsprung.
2024 wurde Maskani marokkanische Meisterin im Hochsprung.